# Шубалюк
Шубалюк (венг. Suba-lyuk) — пещера в северной Венгрии, в национальном парке «Бюкк», в восточной части хребта Бюкк, около Мишкольца, в окрестностях Черепфалу.
Расположена на высоте 279 метров над уровнем моря, на территории муниципалитета Черепфалу, на границе с муниципалитетом Бюккжерц в медье Боршод-Абауй-Земплен, рядом с ручьём Хор-Патак. Сообщается с поверхностью двумя входными отверстиями. Входная часть пещеры размерами 7×7 метров с огромным овальным входом в триасовом известняке ведёт в ответвление.
Имя пещера получила от персонажа венгерского фольклора, бетяра (betyár) по имени Шуба (Suba). С 1932 по 1945 год пещера носила имя Муссолини.

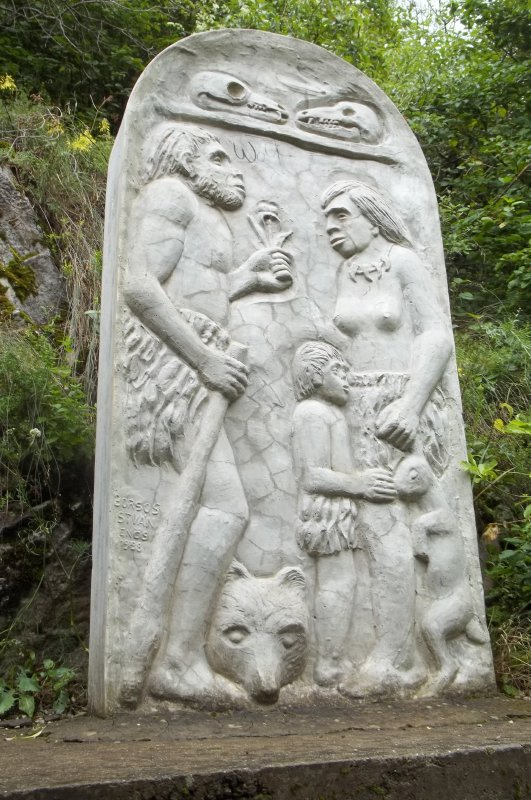
Памятник у пещеры Шубалюк

Одним из основных событий в истории антропологического изучения неандертальцев стала находка, сделанная в пещере Шубалюк в 1932 году венгерским натуралистом и спелеологом Данцей Яношем (1899—1985) и археологом Отокаром Кадичем. Отокар Кадич нашёл в среднепалеолитических слоях пещеры Шубалюк скелетные останки двух неандертальцев — нижнюю челюсть взрослого (видимо, женщины) и черепную крышку, а также верхнюю челюсть и зубы ребёнка 3-7 лет. По черепной крышке были получены данные об объёме мозга неандертальцев — 1187 кубических сантиметров. Судя по патологическим изменениям на костях женщины и на внутренней поверхности черепной крышки ребëнка, они были больны туберкулёзом. Учëные отобрали образцы из костей черепа ребёнка и одного из позвонков взрослой женщины для проведения биомолекулярных исследований.
Два слоя пещеры Шубалюк являются памятником мустьерской культуры. Нижний культурный слой которой относится к микулинскому межледниковью (рисс-вюрму, вюрму I), а верхний — к максимуму вюрма. Нижний слой пещеры Шубалюк по Кадичу относится к развитому Мустье, отличается обилием мустьерских остроконечников, среди них некоторые сделаны на леваллуазских заготовках, другие же имеют удлиненные пропорции. Найдены скребла, в том числе с прямым лезвием. Нижние слои пещеры Шубалюк дают 8% орудий с двусторонней обработкой, тогда как в верхнем слое — позднее мустье — их более 27%. Скелетные останки из пещеры Шубалюк хранятся в Геологическом институте в Будапеште.